# Клинтон (Арканзас)
Клинтон (енгл. Clinton) град је у америчкој савезној држави Арканзас.

## Демографија
По попису из 2010. године број становника је 2.602, што је 319 (14,0%) становника више него 2000. године.
| Група             | 2000.         | 2010.         |
| Белци             | 2.166 (94,9%) | 2.332 (89,6%) |
| Афроамериканци    | 2 (0,1%)      | 9 (0,3%)      |
| Азијати           | 3 (0,1%)      | 18 (0,7%)     |
| Хиспаноамериканци | 61 (2,7%)     | 180 (6,9%)    |
| Укупно            | 2.283         | 2.602         |